# 송만갑

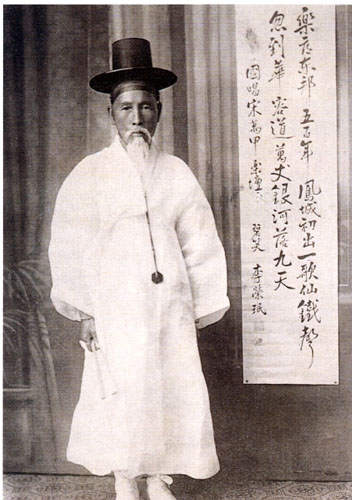
송만갑

송만갑(宋萬甲, 1866년 ~ 1939년 1월 1일)은 조선 말, 일제강점기의 명창이다. 전남 구례읍 봉북리 출신이다. 동편제 명문가에서 태어났으며 여기에 서편제를 가미하여 새로운 소리제를 창조하였다.

## 일생
가왕(歌王)으로 불리던 백조부 송흥록, 할아버지 송광록, 아버지 송우룡 등 3대조가 모두 동편제를 업으로 삼아 온 가문에서 태어났으며, 그 영향으로 7세부터 소리 공부를 시작했다. 할아버지와 아버지가 소리를 가르치는 스승 역할을 했는데, 특히 아버지는 소리가 제대로 나오지 않을 때 매질을 하는 등 엄격한 훈련을 시켰다고 한다.
13세 때 전주대사습놀이에서 재롱으로 불러본 것이 청중을 감동시켜서 명창으로 이름을 떨치기 시작했으며, 전국을 돌아다니면서 소리를 불렀다. 어려서부터 성격이 활발하고 발랄한 소리를 좋아하여 자기 가문의 고매한 판소리에서 이탈하였다.
판소리에서 동편제에만 구애받지 않고 경기도 향토음악제인 경제(京制)를 많이 활용하였다. 이것이 가문에서 문제가 되어 할명(割名)을 당하였다. 조선성악연구회를 창립하였다. 서울로 올라와서 원각사 간부를 맡았으며, 이때 고종 앞에서 어전 광대의 영예를 누리기도 했으며 감찰직을 제수받았다. 원각사가 폐쇄된 뒤에는 궁내부 별순검 직무를 3개월간 수행하기도 했다. 충정공 민영환과 함께 중국과 미국 등지를 다닌 적도 있다.
소리로만 부르던 《춘향가》 《심청가》를 창극화하여 공연하였으며, 이동백·정정렬 등과 함께 1923년 '조선성악연구회'를 설립하여 제자 양성에 힘썼다. 대표적인 제자들로 장판개, 박중근, 김정문, 박봉래, 박록주 등이 있다. 유성기 음반 87면에 다수의 판소리들을 녹음하였다.

## 평가
'청중과 교감하는 것이 진정한 예술이다'라는 지론을 가지고 있었기 때문에, 관습에 얽매이지 않고 청중이 원하는 방식으로 소리를 불렀다. 이 때문에 집안 및 선후배, 동료들 사이에서 지탄을 받기도 했으나, 대중들에게는 매우 인기가 있었다고 한다.
정창업 소리에 감복하여 동편제의 판소리에 서편제의 발랄하고 구성진 요소를 가미하여 독특한 자기 스타일을 개척하였다. 따라서 많은 대중에게 갈채를 받은 반면 자기 가문에서 환영을 받지 못하고 박기홍·전도성과 같은 전통적인 동편제 명창들에게서 많은 비판을 받았다. 〈박타령〉이 특출했다.
그의 소리는 정교하지만, 동시에 아니리가 부족했다는 평가가 있다.